# Милош у Косову
„Милош у Косову“ је српска епска народна песма која припада косовском циклусу. Песма детаљно прати подвиг јунака Милоша Обилића, његов одлазак у турски табор, убиство султана Мурата I у Косовској бици 1389. године и његову јуначку погибију. У први план су стављени мотиви части, испуњења завета и свесне жртве за народ и отаџбину.

## Радња
Радња песме започиње ујутру на дан Косовске битке, када војвода Милош опрема себе и свог коња Ждралина. Заједно са својим побратимима, Иваном Косанчићем и Миланом Топлицом, он креће ка турском логору, намерно окренувши копља наопако, што је био знак предаје. Турци, поверовавши да им се предају највећи српски јунаци, пуштају их да се приближе султановом шатору. Султан Мурат, на савет везира, одлучује да их провери тако што пред њих простире скупоцену чоху, али војводе је газе коњима. Султан то, међутим, приписује њиховом пијанству.
Када Милош уђе у шатор, султан му охоло пружа ногу да је пољуби. Милош, разгневљен увредом, потеже сабљу и распори Мурата „од учкура до грла бијела“, а затим убија и дванаест паша пре него што успева да се врати свом коњу. Три јунака се потом јуначки пробијају кроз турску војску и долазе до реке Ситнице. Тада Милош схвата да није испунио читав завет — да стане султану ногом под грло и узме му прстен с руке. Упркос молбама побратима, он одлучује да се врати, изговарајући речи које осликавају суштину његовог лика: „Волим образ од живота мога“.
Враћа се у турски логор и испуњава завет над мртвим султаном, али у жестокој борби која следи гину оба његова побратима. Милоша на крају савладавају након што једна „бабетина“ из стене открива Турцима да му је најслабија тачка коњ Ждралин. Они постављају замку од копаља у којој коњ страда. Милош наставља храбро да се бори пешке, али уморан и сам бива заробљен. Ипак, чак и тада успева да се освети баби која га је издала, дозвавши је на превару и бацивши је зубима у Ситницу.

## Анализа песме
Ликови у песми су носиоци кључних етичких и драмских функција унутар косовског мита.
Милош Обилић је централни лик, идеализовани српски витез и војвода. Његове главне одлике су част, храброст и пожртвованост. Његов подвиг представља спој старог ратничког и новог хришћанског духа, а његова жртва има за циљ кажњавање освајача и одбрану правде. Његова одлука да се жртвује је свесна, мотивисана одбраном части која је вреднија од живота.
Иван Косанчић и Милан Топлица су Милошеви побратими, симболи оданости и пријатељства до смрти. Без поговора га прате у сигурну смрт, показујући снагу братске љубави и заједништва у жртви.
Султан Мурат је приказан као силан, али охол владар. Његово потцењивање и понижавање српског јунака директан су повод за његову погибију.
Бабетина је лик који симболизује домаћу издају на најнижем нивоу. Њено лукавство, а не турска сила, на крају доводи до јунакове смрти, што наглашава трагичну улогу унутрашњег непријатеља у народном предању.

## Историјски и митски контекст
Песма је важан део Косовског завета, мита који се формирао око историјске Косовске битке 1389. године. Иако је у раним предањима централна фигура био кнез Лазар, касније, нарочито од Његошевог Горског вијенца, улога главног јунака се преноси на Милоша Обилића.
У српском народном предању, Милошев јуначки чин представља одговор на клевету о издаји која је, према легенди, изречена на Кнежевој вечери уочи боја. Да би доказао своју верност и одбранио част, Милош се заветовао да ће убити султана Мурата, свесно идући у смрт. Овај мотив жртвовања је централан за читав Косовски циклус, који истиче свесно опредељење за борбу упркос свести о надмоћи непријатеља, што најбоље илуструју речи Косанчић Ивана у другој песми: „сви ми да се у со прометнемо, / не би Турком ручка осолили“.
Захваљујући раду Вука Стефановића Караџића, који је сакупио и објавио епске песме косовског циклуса, косовски мит и лик Милоша Обилића постали су познати у европским круговима и учврстили се као темељ српског националног идентитета.